# Alfonso de Valdés
Alfonso de Valdés (Cuenca, ca. 1490 – Wenen, 3 oktober 1532) was een Spaans humanistisch geleerde en was een van de belangrijkste denkers van Spanje in de zestiende eeuw. Hij was een broer van Juan de Valdés.

## Biografie
Alfonso de Valdés werd geboren in Cuenca en studeerde waarschijnlijk aan de Universiteit van Alcalá voor hij aan het hof van Keizer Karel V kwam werken als secretaris en classicus. Hij was aanwezig bij de Rijksdag van Worms in 1521 waar hij werkte aan een verzoening tussen Karel V en Maarten Luther. De Valdés correspondeerde tijdens zijn leven onder andere met Desiderius Erasmus. In zijn laatste levensjaar werd hij benoemd tot archivist in Napels, maar hij overleed voor hij de functie kon uitoefenen in Wenen.

## Belangrijke werken
- Diálogo de Mercurio y Cáron
- Diálogo de las cosas ocurridas en Roma
- Lactantius